# Michigan Militia
La Milicia de Míchigan es un grupo paramilitar con sede en el estado de Míchigan fundado en 1994 por Norman Olson, un veterano de la Fuerza Aérea de los Estados Unidos. El grupo fue formado en respuesta a la interferencia del Gobierno federal de los Estados Unidos en los derechos de los ciudadanos. Es una de las milicias más mediáticas dentro del movimiento de milicias.

## Organización
En su pico máximo el Cuerpo de la Milicia de Míchigan afirmaba tener 10.000 miembros, sus afiliados actualmente son varios centenares. Las áreas principales de la Milicia de los focos son la formación paramilitar y la respuesta de emergencia. Entrenan también para misiones de búsqueda y rescate, participan en programas comunitarios, practican el supervivencialismo y llevan a cabo tareas de voluntariado y socorro en casos de desastre. En algunas brigadas, dan un mayor énfasis a la preparación paramilitar, pero esta formación no es un requisito para afiliación.

## Historia

### Origen
El Cuerpo de Militares de Míchigan (MMC) fue fundado en 1994 por Norman "Norm" Olson, un ex suboficial de la Fuerza Aérea de los Estados Unidos de Alanson, Míchigan. Los terroristas Timothy McVeigh y Terry Nichols asistieron a las primeras reuniones de la milicia de Míchigan antes de que llevaran a cabo el Atentado de Oklahoma City el 19 de abril de 1995, que atrajo la atención de los medios sobre la organización.
 

Olson publicó un comunicado de prensa culpando al gobierno de Japón del bombardeo, supuestamente en represalia por un ataque clandestino con gas sarín supuestamente patrocinado por Estados Unidos en el sistema de metro de Tokio. El liderazgo del MMC obligó a Olson a renunciar un mes después del atentado. El 15 de junio de 1995, testificó ante el Senado de los Estados Unidos específicamente en el subcomité Judicial sobre Terrorismo, Tecnología y Seguridad Nacional junto con líderes de milicias de otros estados. La declaración de apertura de Olson incluyó las siguientes palabras: 

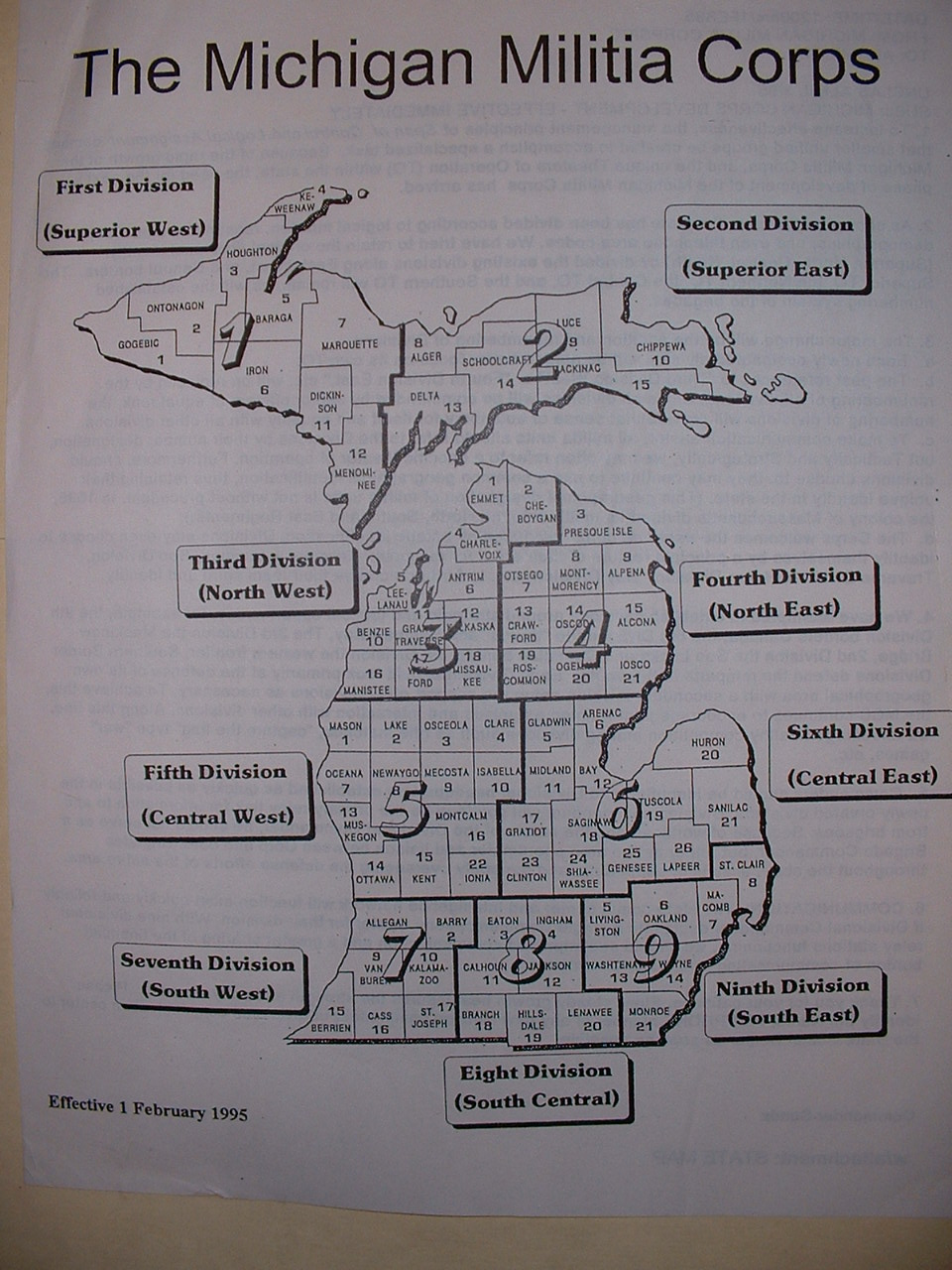
Divisiones de Milicia del Míchigan y brigadas.

 No solo la Constitución permite específicamente la formación de un Ejército Federal, también reconoce el derecho inherente del pueblo a formar milicias. Además, reconoce que el ciudadano y sus armamentos personales son la base de la milicia. 

### Conflictos de liderazgo
Tras su dimisión, Olson siguió implicado en el movimiento, aunque criticó cada vez más al grupo por ser "demasiado moderado". Olson trató de recuperar su posición como líder del MMC, pero perdió en julio de 1995 una contienda electoral contra Lynn Van Huizen, una veterana del ejército estadounidense que prestó servicio en Vietnam. Tras esta derrota, Olson fundó su propia milicia, la Milicia Regional del Norte de Míchigan, para "resucitar y revitalizar lo que la milicia era inicialmente". En respuesta, VanHuizen se distanció de Olson, afirmando que el grupo rechazó sus "puntos de vista radicales".
El 15 de febrero de 1998 una facción disidente desafió el liderazgo de VanHuizen y Tom Wayne, el Jefe de Estado Mayor de la Milicia de Míchigan, principalmente debido al proyecto de VanHuizen y Wayne de expandir los poderes del mando estatal. El 15 de marzo, el grupo disidente eligió a Joe Pilchak, un ingeniero mecánico del Condado de Genesee, como su comandante estatal.. VanHuizen y Wayne continuaron manteniendo la facción constitucionalista del MMC en la parte occidental de Míchigan, aunque la ala " millenial "wing ha demostrado ser más fuerte en la parte este del estado. Sin embargo, en los años que siguieron al atentado de Oklahoma City, el número de militantes de la en la MM disminuyó lentamente.

## Ideario
Van Huizen fue considerado un líder de milicia más moderado por el informe del FBI de 1999 Proyecto Megiddo : "Varios líderes de milicias, como Lynn Van Huizen del Cuerpo de Milicias de Míchigan - Wolverines, han hecho algún esfuerzo para deshacerse activamente de sus filas de miembros radicales que se inclinan a realizar actos de violencia y/o terrorismo”.
Según el erudito Mack Mariani, tanto Olson como Van Huizen, y líderes de varios movimientos de milicias en general, comparten la opinión de que "la República de los Estados Unidos se encuentra en un estado de crisis tan profundo que los ciudadanos deben unirse al movimiento de milicias para defender contra un gobierno cada vez más tiránico y agentes gubernamentales fuera de control".  La mitología de la Revolución Americana también es significativa entre los líderes de milicias como Olson o Wayne, quienes se veían a sí mismos como los últimos defensores de los verdaderos principios de la revolución.

## Actividad Reciente
El 12 de mayo de 2020, la Milicia de Míchigan ayudó a reabrir una barbería mientras desafiaba las órdenes del gobernador de cierre de negocios no esenciales durante la pandemia de Covid-19 en la región. Sin embargo, un juez de la corte de circuito local del Condado de Shiawassee había rechazado la decisión estatal de una orden de restricción temporal y dictaminó que la barbería podía permanecer abierta. Después de permanecer abierta durante más de una semana, la tienda finalmente cerró después de que el Departamento de Licencias y Asuntos Regulatorios de Míchigan retirara temporalmente la licencia del propietario para cortar el cabello. También el grupo es parte del movimiento negacionista de la actual pandemia del Covid-19 y del uso de cubrebocas en la vía pública.